# Jean Tisserand
Jean Tisserand anche Johannes Tisserandus, Jehan Tisserant, Jean Tisserant, Jean Tisseran, Tifferand, Tissarandus o Tirlandus (... – Lione, 1497) è stato un religioso e scrittore francese, frate minore, probabilmente dottore in teologia, forse confessore del re Carlo VIII o della regina Anna di Bretagna, fondatore, sotto la protezione della regina, d'un nuovo convento vicino a Lione, sulla Saona, di stretta osservanza e predicatore.

## Biografia
Francescano della custodia di Digione, predicatore alla cattedrale di Notre-Dame di Parigi, fondatore dell'ordine delle Filles-Repenties, chiamato più tardi delle Pénitentes de Saint Magloire, sotto la protezione di Santa Maddalena dal nome dell'abbazia dove si stabilirono per ordine della regine Maria de Medici, era originario di una grande famiglia digionese, che contava parecchi feudatari in Borgogna, canonici di Nuits de Châlon, e ufficiali del baliaggio, della cancelleria e della corte dei Conti, membri del Parlamento, la cui arma era d'azzurro al gherone d'oro accompagnato da una conchiglia in punta.
Tisserand fu inviato a Parigi nel 1468. Con un amico francescano, frate Jean Bourgeois, percorse le parrocchie di Parigi predicando le missioni per qualche anno. Jean Tisserand predicava brillantemente ogni giorno in una parrocchia, trasferendosi in un'altra ogni mese, evangelizzando così tutta la capitale. Si dice che sia stata il confessore della regina Anna di Bretagna, che amava i francescani e conosceva bene il frate Jean Bourgeois, ma ciò è oggetto di disputa. A Notre-Dame convertì duecento ragazze, che diedero origine alle  Filles Rendues o filles repenties, di cui divenne l'elemosiniere. In seguito si dedicò a donne vedove, maritate e orfane, che nel 1539 diverranno le Servantes des Pauvres.
Jean Tisserand compose un'aria per la Pasqua e dei canti natalizi (Noël), tanto che è stato considerato uno dei padri del canto popolare. Fu autore di un libro di devozioni in verso conservato alla Biblioteca nazionale di Francia, Le Dicté en françois, che raccoglie i canti che precedevano i sermoni di Jean Tisserand. Fu anche autore dell'inno O filii et filiae nella tradizione della poesia francescana, d'altri inni e di canti natalizi Jean Tisserand è stato considerato uno dei padri del canto popolare e il primo autore conosciuto del genere dei Noël popolari. I Noël di Jean Tisserand scritti in francese e in latino si ritrovano manoscritti in due libri appartenuti ai due re che più protessero le Filles Repenties, Carlo VIII e Luigi XII) composti per le Filles repenties e d'una bellissima salutazione per le sette feste di Notre-Dame cantata alla chiesa di sant'Innocenzo di Parigi, così come dell'Ufficio dei cinque frati minori martirizzati in Marocco, il cui culto fu autorizzato nel 1481 da papa Sisto IV.
Jean Tisserand acquisì una grande fama di santità grazie alla conversione delle sue penitenti e fu chiamato in diversi conventi della provincia per mantenervi l'osservanza. Succedette al suo amico frate Bourgeois come padre guardiano del convento di Notre-Dame des Anges di Lione, e vi morì verso il 1497.

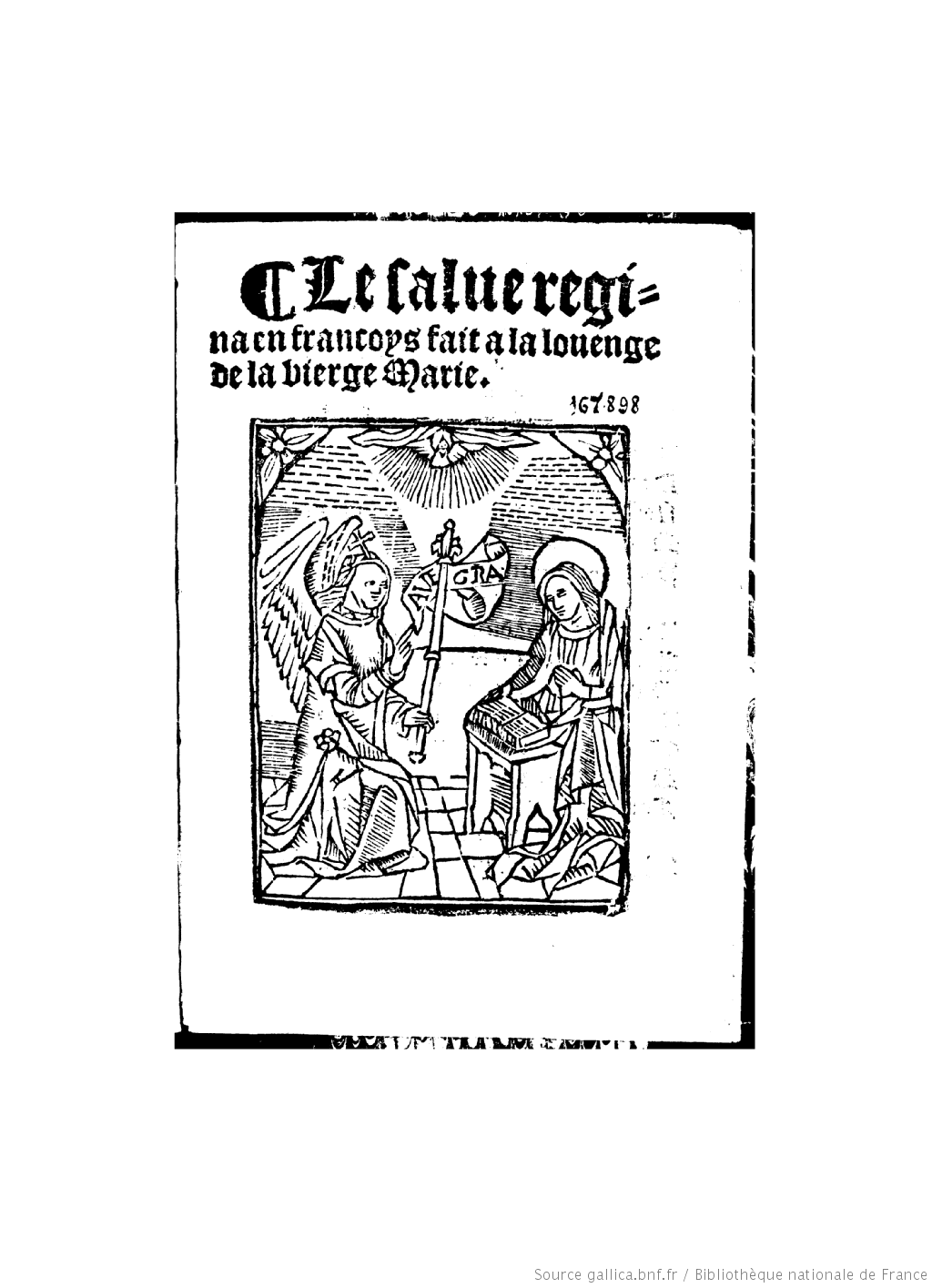
Biblioteca nazionale di Francia : Le Dicté en françois, Salutation pour les sept fêtes de Notre-Dame chantée aux au Salut, incisione su legno, Annunciazione
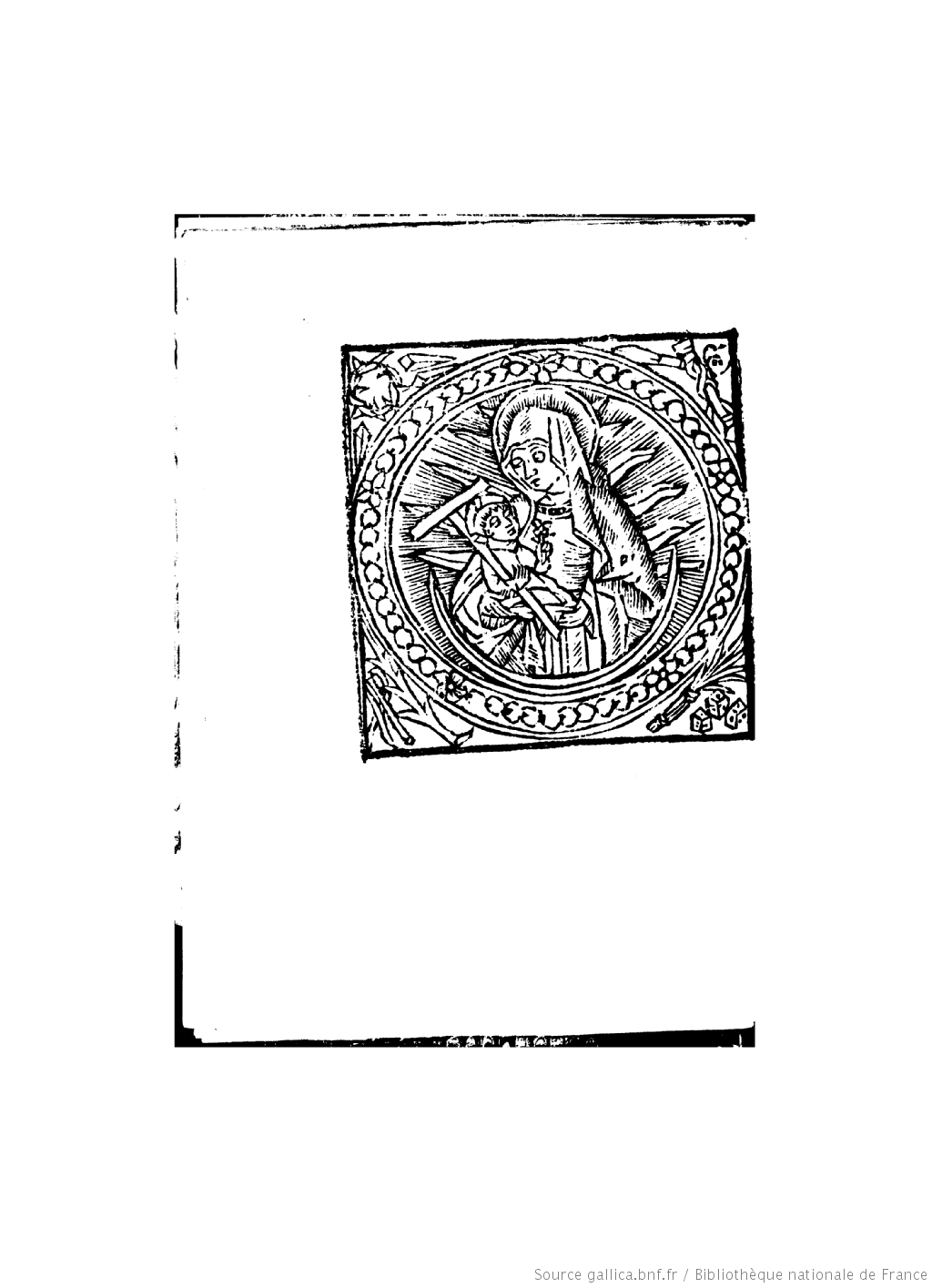
Biblioteca nazionale di Francia : Le Dicté en françois, Salutation pour les sept fêtes de Notre-Dame chantée aux au Salut, incisione su legno, Natività

## Opere
- Acta Berardi de Carbio
- Sermones de adventu, o Sermones religiosissimi pubblicati nel 1517 a Parigi
- Le Dicté en François, S'ensuit le Dicté en françois de [F]rère Jehan Tisserant, docteur et frère mineur de l'ordre de l'Observance, lequel il fait chanter à son sermon. - "Au v° du titre" : Le Salut de Nostre Dame en françois. - "À la fin" : Cy finisent les oroisons et dicté du bon et dévost père frère Jehan Tisserant, S'ensuyt une très belle salutation faicte sur les sept festes de Nostre-Dame, laquelle l'on chante au salut à Sainct Innocent à Paris. Et la fist et composa frère Jehan Tissarrant, avec l'Aleluya du jour de Pasques, et avecques ce les Grâces à Dieu
- Dévote contemplation excitant à la crainte de Dieu, moult utile et propice à ung chacum pécheur voulant penser de son salut, laquelle chantent les Filles repenties à Paris, par dévotion. - ″À la fin″ : Ci finit la Dévote contemplation, nouvellement composée à Paris à la requeste des Filles rendues. Imprimée par maistre Guillaume Guerson de Villelongue, demourant devant le Colliège de Reins, en l'ostel qui fait le coing du costé Saincte Geneviefve, et là on les trouvera avec plusieurs beaux livres nouveaux, tant en latin qu'en françois, de diverses sciences et facultés
- S'ensnivent [″sic″] les Noëlz très excelens et contemplatifz les quelz chantent les Filles rendues, par dévotion. - ″À la fin″ : Si finissent les Noëlz trèsdévotz et joieulx les quelz chantent les Filles rendues à Paris, par dévotion. Nouvelement imprimés par maistre Guillaume Guerson de Villelongue demourant devant le Coliège de Reins près Saincte Geneviefve, et là on les trouvera avec plusieurs bons livres nouveaulx tant en latin que en françoys en diverses sciences et facultés

### Articoli
- (FR)  Persée, Le franciscain Jean Tisserant. Bibliothèque de l'école des chartes. Année 1901, Volume 62, Numéro 62 , pp. 719–720
- (FR)  Jean Mauzaize, .Un poète franciscain du XV siécle, frère Jehan Tisserant / [signé : P. Raoul de Sceaux] Paris, «Amis de saint François», 1947, n. 43 (avril/mai 1947)
- (FR)  Amédée Gastoué, L' O filii, ses origines, son auteur / Amédée Gastoué (Article de périodique) Paris, 1907

### Monografie
- (EN)  Larissa Taylor, Soldiers of Christ: Preaching in Late Medieval and Reformation France, p. 31
- (EN)  Anscar Zawart, The history of Franciscan preaching and of Franciscan preachers (1209-1927)
- (FR)  François de Sessevalle, Histoire générale de l'Ordre de saint François, Volume 1, Partie 2
- (FR)  Études franciscaines, Volume 7, Capuchins, pp. 538–541.
- (FR)  Histoire générale de l'Ordre de saint François, Volume 1, Partie 1
- (FR)  Revue d'histoire franciscaine, Volume 3 - 1926, pp. 337–339
- (FR)  La grande et belle Bible des noëls anciens, Volume 1, 1951.
- (EN)   Betty Bang Mather, Gail Gavin, Jean-Jacques Rippert, The French noel: with an anthology of 1725 arranged for flute duet, p. 12